# Iztok Puc
Iztok Puc, slovenski rokometaš, * 14. september 1966, Slovenj Gradec, † 20. oktober 2011, Florida.

## Življenjepis
Puc je svojo športno pot začel v RK Šoštanj (sedaj RK Gorenje Velenje), nadaljeval v banjaluškem Borcu in RK Zagreb (osvojil dva naslova evropskih klubskih prvakov) ter končal v Sloveniji - najprej pet sezon v RK Celje Pivovarna Laško, s katerim je osvojil pet naslovov državnih in pokalnih prvakov ter tri polfinala evropske lige prvakov. Svojo kariero je zaključil v RK Prule kot igralec (državni prvak RS 2002) in na koncu kot športni direktor. Na olimpijskih igrah je nastopil s tremi različnimi reprezentancami. Z jugoslovansko je osvojil bronasto medaljo na Poletnih olimpijskih igrah 1988, s hrvaško zlato medaljo na Poletnih olimpijskih igrah 1996, s slovensko pa osmo mesto na Poletnih olimpijskih igrah 2000. Ob tem je s hrvaško reprezentanco osvojil še srebrno medaljo na Svetovnem prvenstvu 1995.
Svojo aktivno športno kariero je končal pri Mobitelu Prule, kjer je nato postal tudi športni direktor kluba. V ZDA se je z družino preselil, ker njegov sin Borut Puc na Floridi trenira tenis. Ob 60. obletnici Rokometne zveze Slovenije je bil razglašen za najboljšega slovenskega levega zunanjega igralca v zgodovini. Leta 2011 je zbolel za rakom in kasneje umrl na zdravljenju na Floridi. Leta 2016 je bil sprejet v Hram slovenskih športnih junakov. Slovenski dom Zagreb in Svet slovenske nacionalne manjšine Mesta Zagreba sta 22. novembra 2016 postavila spominsko ploščo Iztoku Pucu na pročelju športne dvorane "Kutija šibica".